# Želva obrovská

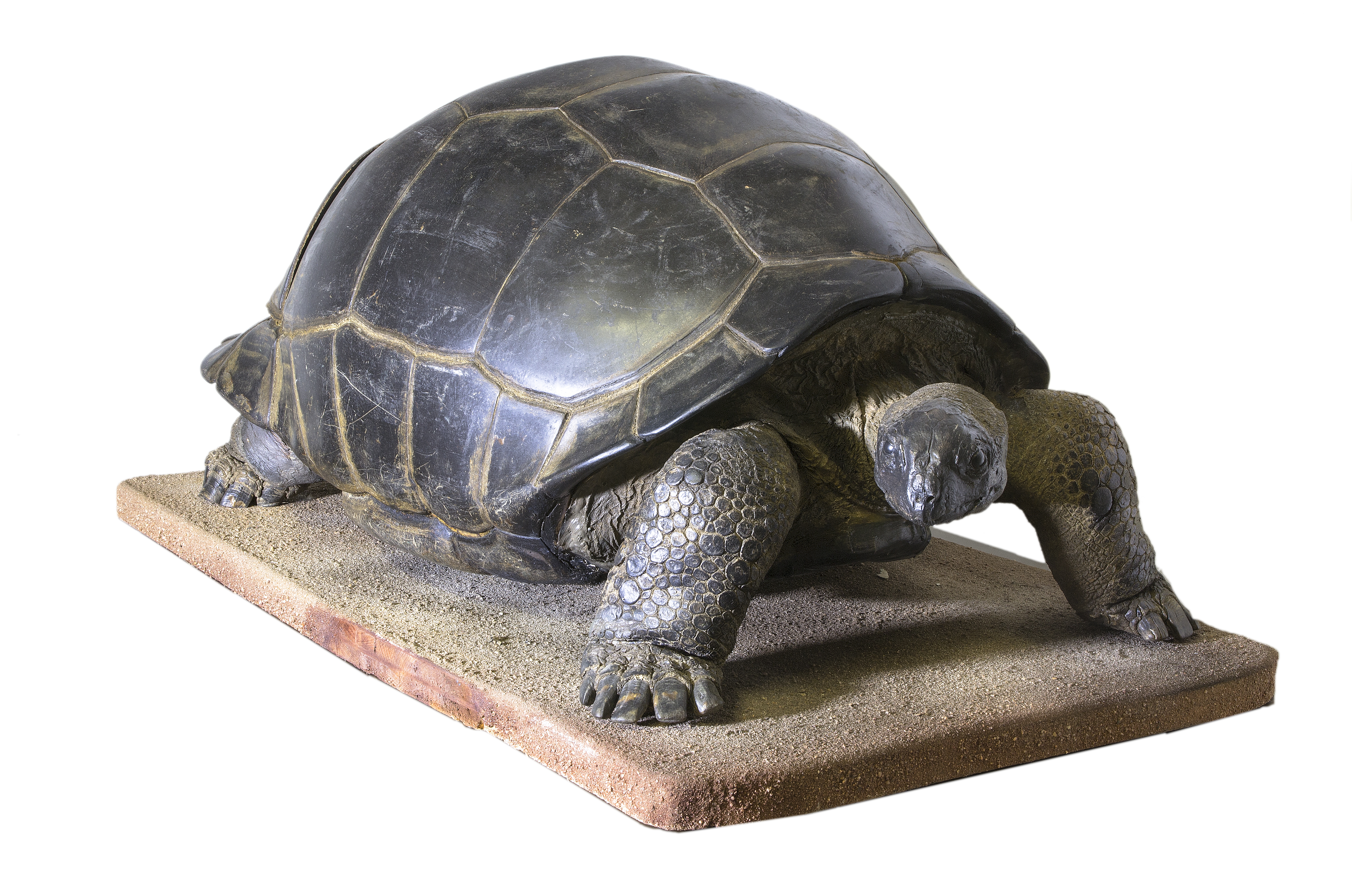
Aldabrachelys gigantea

Želva obrovská (Aldabrachelys gigantea) je velká suchozemská želva z čeledi želvovití (Testudinidae), která se endemicky vyskytuje na Seychelských ostrovech. Patří mezi nejdéle žijící tvory na světě.

## Taxonomie
Tento druh je obecně označován jako Aldabrachelys gigantea, ale v nedávné době bylo prosazováno výrazně odlišné jméno Dipsochelys dussumieri (nedochoval se holotyp a nebyla jasná precedence). Po více než dvouleté diskusi s mnoha komentáři se Mezinárodní komise pro zoologickou nomenklaturu (International Commission on Zoological Nomenclature, ICZN) nakonec rozhodla zachovat jméno Testudo gigantea (jakožto basionym). Oficiální rozhodnutí ICZN z roku 2013 rovněž zásadně ovlivnilo rodové jméno přináležející tomuto druhu, jelikož z Aldabrachelys gigantea se stalo nomen protectum.
Jsou uznávány čtyři poddruhy:
- A. g. gigantea Schweigger, 1812 – z ostrova Aldabra
- A. g. arnoldi Bour, 1982 – z ostrova Mahé
- A. g. daudinii Duméril & Bibron, 1835 – z ostrova Mahé, vyhynulá kolem roku 1850
- A. g. hololissa Günther, 1877 – z ostrovů Cerf, Cousine, Frégate, Mahé, Praslin, Round a Silhouette

## Popis
Délka krunýře dospělé želvy je až 120 cm, může vážit až 200 kg a dožívá se až 160 let. Je tak druhou největší suchozemskou želvou. Karapax má hnědou barvu a tvar vysoké kopule. Mohutné nohy slouží také jako opora těžkého těla. Krk má velmi dlouhý, a velmi velký, což pomáhá želvě využít větví až do jednoho metru od země jako zdroje potravy. I když jsou typicky pomalé a opatrné, jsou schopny značné rychlosti. Jsou také vynikajícími plavci.
V průběhu 18. a 19. století jejich počet poklesl v důsledku lovu a sběru vajec. Na některých ostrovech byly již vyhubeny. Dnes jsou vyhubením ohroženy. V poslední době jsou na trhu se zvířaty stále více k dispozici. Může být požadováno povolení.

## Areál rozšíření
Žijí v suchých, skalnatých oblastech Seychelských ostrovů a ostrova Aldabra v Indickém oceánu. Další izolovaná populace druhu se nachází na ostrově Zanzibar, v blízkosti Changuu a chované populace žijí v přírodních rezervacích na ostrovech Mauricius a Rodrigues. Obývají kamenité stepi a polopouště a travnatá území s křovinami. Vyskytují se jak individuálně, tak ve stádech, která mají tendenci shromažďovat se především na otevřených pastvinách. Vyhrabávají si podzemní nory nebo odpočívají v bažinách, aby si zachovaly chladnou hlavu během horkého dne.

## Potrava
Nejvíce jsou aktivní v nočních hodinách, kdy tráví čas hledáním potravy. Živí se převážně listy, plody a výhonky rostlin, občas i živočišnými zbytky, jsou tedy býložravci. V jejich přirozeném prostředí je jim dopřáno jen malé množství vody, většinu jí přijímají z potravy. V zajetí jsou živeny často ovocem, jako jsou jablka a banány, stejně jako rostlinnými peletami.
V červenci roku 2020 byl na ostrově Fregate pořízen záznam útoku želvy obrovské na mládě ptáka. Po úspěšném útoku, byla kořist spolknuta celá. Způsob, kterým byl útok proveden dle vědců naznačuje, že již želva měla zkušenost s lovem. A dle pozorování si podobnou schopnost osvojili i další jedinci. Želva obrovská tak nemusí být striktní býložravec, za kterého byla považována.  K tomuto chování želv nejspíše přispěla obnova biotopů na ostrově a vytvoření kolonie rybáka nodyho tenkozobého, jehož nelétavá spadlá mláďata se mohla stát snadnou kořistí želv. 

## Rozmnožování
Mezi únorem a květnem samice kladou 9 až 25 měkkých vajec do důlku v půdě, který pak zahrabou a půdu udusají. Obvykle z méně než poloviny vajec se vylíhnou mláďata. Snůšek může být za rok více. Inkubace trvá 6 až 7 měsíců.

## Chov v zoo
Želva obrovská je chována v přibližně 80 evropských zoo. V rámci Česka jsou k vidění ve třech zoo:
- Zoo Dvůr Králové
- Zoo Plzeň
- Zoo Praha

### Chov v Zoo Praha
Želvy obrovské se v Zoo Praha prvně objevily v roce 1973. Tehdy zoo z cirkusu získala mladého samce jménem Aldo. V devadesátých letech 20. století pak dorazila další zvířata. Nejprve roku 1993 samec Toro (z Tierparku Berlin), o tři roky později přivezl Dr. Ivan Rehák ze Seychel dvě mladé samice, které byly pojmenovány jako Rehačka a Rehule. V závěru roku 2009 byla skupina obohacena o tehdy přibližně desetiletou dvojici Bedřich a Božena.
Želvy obrovské jsou chovány společně se želvami sloními v pavilonu velkých želv v dolní části zoo.